# Ilex antonii
Ilex antonii är en järneksväxtart som beskrevs av Adolph Daniel Edward Elmer. Ilex antonii ingår i släktet järnekar, och familjen järneksväxter. Inga underarter finns listade i Catalogue of Life.